# Bohdalovice
Bohdalovice är en ort i Tjeckien.   Den ligger i regionen Södra Böhmen, i den södra delen av landet, 150 km söder om huvudstaden Prag. Bohdalovice ligger 632 meter över havet och antalet invånare är 276.
Terrängen runt Bohdalovice är kuperad österut, men västerut är den platt. Runt Bohdalovice är det glesbefolkat, med 18 invånare per kvadratkilometer. Närmaste större samhälle är Český Krumlov, 7,8 km norr om Bohdalovice. I omgivningarna runt Bohdalovice växer i huvudsak blandskog.